# Arrondissement di Mirebalais
L'arrondissement di Mirebalais è un arrondissement di Haiti facente parte del dipartimento del Centro. Il capoluogo è Mirebalais.

## Geografia antropica

### Suddivisioni amministrative
L'arrondissement di Mirebalais comprende 3 comuni:
- Mirebalais
- Boucan-Carré
- Saut-d'Eau